# Briony Cole
Briony Cole (n. 28 februarie 1983, City of Kingston⁠(d), Victoria, Australia) este o înotătoare ce a reprezentat Australia, medaliată olimpică. A participat la o ediție a Jocurilor Olimpice (2008) în care a câștigat o medalie de argint.